# Dorli Hofrichter
Dorli Hofrichter, född 8 mars 1935, är en friidrottare från Österrike. Hon deltog vid olympiska sommarspelen 1960.